# Carlisle (Ohio)
Carlisle es una ciudad ubicada en el condado de Warren en el estado estadounidense de Ohio. En el Censo de 2010 tenía una población de 4915 habitantes y una densidad poblacional de 508,49 personas por km².

## Geografía
Carlisle se encuentra ubicada en las coordenadas 39°34′51″N 84°19′11″O / 39.58083, -84.31972. Según la Oficina del Censo de los Estados Unidos, Carlisle tiene una superficie total de 9.67 km², de la cual 9.15 km² corresponden a tierra firme y (5.31%) 0.51 km² es agua.

## Demografía
Según el censo de 2010, había 4915 personas residiendo en Carlisle. La densidad de población era de 508,49 hab./km². De los 4915 habitantes, Carlisle estaba compuesto por el 98.29% blancos, el 0.43% eran afroamericanos, el 0.06% eran amerindios, el 0.14% eran asiáticos, el 0% eran isleños del Pacífico, el 0.24% eran de otras razas y el 0.83% pertenecían a dos o más razas. Del total de la población el 1.02% eran hispanos o latinos de cualquier raza.